# 指甲兰
指甲兰（学名：Aerides falcata），为兰科指甲兰属下的一个植物种。